# Heinrich August Schoeller (Industrieller)
Heinrich August Schoeller (* 23. Juli 1923 in Düren; † 13. Februar 2021 ebenda) war ein deutscher Industrieller.

## Leben und Wirken
Schoeller war Mitinhaber der Papierfabrik Schoellershammer, die als Schoellershammer GmbH (ehemals Heinrich August Schoeller Söhne GmbH & Co KG.) in Düren-Krauthausen firmiert.
Nach seinem Wehrdienst im Zweiten Weltkrieg trat er bereits 1945 in das 1784 gegründete Familienunternehmen der papierverarbeitenden Industrie ein. Nebenher studierte er und schloss das Studium 1950 als Diplom-Kaufmann ab. Im gleichen Jahr wurde die Produktion bei Schoellershammer wieder aufgenommen, denn sie war durch den Krieg unterbrochen worden.
Schoeller war von 1961 bis 2006 Vorsitzender des Arbeitgeberverbandes der Papier erzeugenden Industrie von Düren, Jülich, Euskirchen und Umgebung e. V. Nachfolgend war er noch bis 2018 stellvertretender Verbandsvorsitzender. Auch auf Landesebene war er langjährig tätig.
Schoeller war Mitinitiator und Gründer des Papiermuseums Düren.

## Auszeichnungen
- 1984: Bundesverdienstkreuz am Bande
- 1989: Bundesverdienstkreuz 1. Klasse für außergewöhnliche Leistungen in der Sozial- und Tarifpolitik
- 1998: Ehrenvorsitzender der Vereinigten Industrieverbände für Düren, Jülich, Euskirchen und Umgebung e. V.
- 2018: 10. Dezember: Überreichung des Ehrenringes der Stadt Düren